# Maquinari

Maquinari típic d'un ordinador unipersonal.
1. Monitor
2. Placa base
3. CPU
4. Memòria d'accés aleatori (RAM)
5. Targeta d'expansió
6. Font d'alimentació
7. Disc òptic
8. Disc dur
9. Teclat
10. Ratolí

El maquinari (en anglès hardware) d'un ordinador és el conjunt de les seves parts físiques. Es classifica principalment per situació (central o perifèric) i funció (entrada, sortida, entrada-sortida o emmagatzematge). Es considera l'element central del maquinari d'un ordinador la placa mare (de l'anglès motherboard), que és un circuit imprès sobre el qual es connecten la resta de dispositius o la Unitat central de processament (UCP, o CPU en anglès), que és el microprocessador principal que es troba muntat sobre un sòcol a la placa mare. La resta de circuits impresos són targetes (com ara la targeta de xarxa, o la carta o targeta gràfica). A més dels components electrònics del maquinari central, també hi ha elements electromecànics com el disc dur, la gravadora de CD o la gravadora de DVD, la font d'alimentació, etc. Situats a l'exterior de la caixa hi ha els perifèrics d'entrada (teclat, ratolí, webcam, escàner, etc.) i sortida (impressora, monitor, altaveus, etc.).

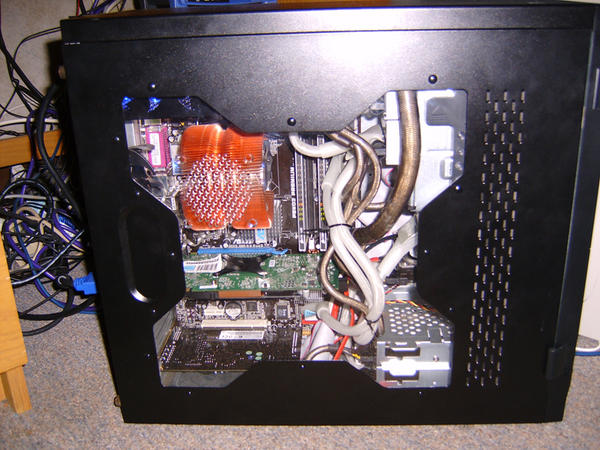
Un ordinador, on es pot veure part del seu maquinari

El maquinari d'un ordinador no canvia tan sovint com el programari, el qual és ràpidament creat, modificat o esborrat de l'ordinador. El microprogramari és un tipus de programari especial que canvia molt poc sovint (o mai), i és emmagatzemat en dispositius de maquinari com la memòria RUN.
La història del maquinari de l'ordinador es pot classificar en tres generacions, cada una caracteritzada per un canvi tecnològic de certa importància. El maquinari (hardware) es pot classificar en: bàsic, estrictament necessari per al funcionament normal de l'equipament, i el complementari, que realitza funcions específiques.
Un sistema informàtic es compon d'un processador (CPU), encarregat de processar les dades, un o més perifèrics d'entrada, que permeten l'entrada de la informació i un o més perifèrics de sortida, que donen sortida (normalment de forma visual o auditiva) a les dades.

## Història
La classificació evolutiva del maquinari de la computadora electrònica, es divideix en generacions, en què cadascuna suposa un canvi tecnològic molt notable. L'origen de les primeres és de bon establir, ja que en aquestes el maquinari va sofrint canvis radicals. Els components essencials que constitueixen l'electrònica de la computadora van ser totalment reemplaçats en les primeres tres generacions, la qual cosa originà canvis que van ser transcendentals. En les darreres dècades és més difícil d'establir les noves generacions, pel fet que els canvis han estat graduals i existeix una certa continuïtat en les tecnologies usades. En principi, es poden distingir:
- 1a Generació (1945-1956): electrònica aplicada amb tubs de buit. Van ser les primeres màquines que van desplaçar els components electromecànics (relés).
- 2a Generació (1957-1963): electrònica desenvolupada amb transistors. La lògica discreta era molt semblant a l'anterior, però l'aplicació fou finalment molt menor, cosa que va reduir, entre altres factors, la grandària d'una computadora en una escala notable.
- 3a Generació (1964-avui): electrònica basada en circuits Integrats. Aquesta tecnologia va permetre integrar centenars de transistors, i uns altres components electrònics, en un únic circuit integrat que conformava una pastilla de silici. Les computadores van reduir així considerablement el seu cost i grandària, augmentat llur capacitat, velocitat i fiabilitat, fins a produir màquines com les que existeixen en l'actualitat.
- 4a Generació (futur): probablement tindrà lloc quan els circuits de silici, integrats a alta escala, siguin reemplaçats per un nou tipus de tecnologia.[2]

L'aparició del microprocessador marca una data rellevant, i per a molts autors constitueix el començament de la quarta generació. A diferència dels canvis tecnològics anteriors, la seva invenció no va provocar la desaparició radical de les computadores que no l'utilitzaven. Així, encara que el microprocessador 4004 va ser llançat al mercat en 1971, encara a començaments dels 80 hi havia computadores, com el PDP-11/44, amb lògica freturosa de microprocessador que continuaven reeixidament al mercat, és a dir, en aquest cas el desplaçament ha estat molt gradual.
Una altra fita tecnològica usada amb freqüència per definir l'inici de la quarta generació és l'aparició dels circuits integrats VLSI (Circuit integrat a molt gran escala), a principi dels vuitanta. De la mateixa manera que el microprocessador no va provocar el canvi immediat i la ràpida desaparició de les computadores, basades en circuits integrats en més baixes escales d'integració. Molts equipaments que funcionen amb tecnologies VLSI i MSI (Medium Scale Integration) també coexistien amb fins ben entrats els noranta.

## Tipus de maquinari

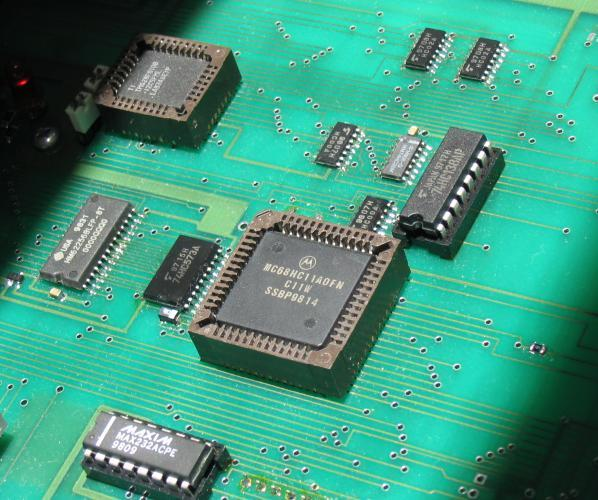
Microcontrolador Motorola 68HC11 i xips de suport que podrien constituir el maquinari d'un equipament electrònic industrial.

Una de les formes de classificar el maquinari és en dues categories: d'una banda, el "bàsic", que abasta el conjunt de components indispensables necessaris per atorgar una funcionalitat mínima a la computadora, i d'altra banda, el "maquinari complementari", que, com el seu nom indica, és l'utilitzat per realitzar funcions específiques (més enllà de les bàsiques), no estrictament necessàries per al funcionament de la computadora. Així que, un mitjà d'entrada de dades, la unitat de processament i memòria i un mitjà de sortida de dades constitueix el maquinari bàsic.
Els mitjans d'entrada i sortida de dades estrictament indispensables depenen de l'aplicació: des d'un punt de vista d'un usuari comú, s'hauria de disposar, almenys, d'un teclat i d'un monitor per a entrada i sortida d'informació, respectivament; però això no implica que no pugui haver-hi una computadora (per exemple controlant un procés), en la qual no sigui necessari teclat ni monitor, bé pot ingressar informació i treure les seves dades processades, per exemple, a través d'una placa d'adquisició/sortida de dades.
Les computadores són aparells electrònics capaços d'interpretar i executar instruccions programades i emmagatzemades en la seva memòria, elles consisteixen bàsicament en operacions aritmètica-lògiques i d'entrada/sortida. Es reben les entrades (dades), les processa i emmagatzema (processament), i finalment es produeixen les sortides (resultats del processament). Per tant, tot sistema informàtic té, almenys, components i dispositius maquinaris dedicats a alguna de les funcions esmentades; a saber:
1. Processament: unitat central de processament o CPU.
2. Emmagatzematge: memòries
3. Entrada: perifèrics d'entrada (I)
4. Sortida: Perifèrics de sortida (S)
5. Entrada/Sortida: Perifèrics mixts (I/S)

Des d'un punt de vista bàsic i general, un dispositiu d'entrada és el que proveeix el mitjà per permetre l'ingrés d'informació, dades i programes (lectura); un dispositiu de sortida brinda el mitjà per registrar la informació i dades de sortida (escriptura); la memòria atorga la capacitat d'emmagatzematge, temporal o permanent (emmagatzematge); i la CPU proveeix la capacitat de càlcul i processament de la informació ingressada (transformació).
Un perifèric mixt és aquell que pot complir funcions tant d'entrada com de sortida, l'exemple més típic és el disc rígid, ja que en ell es llegeix i es grava informació i dades.

### Unitat central de processament

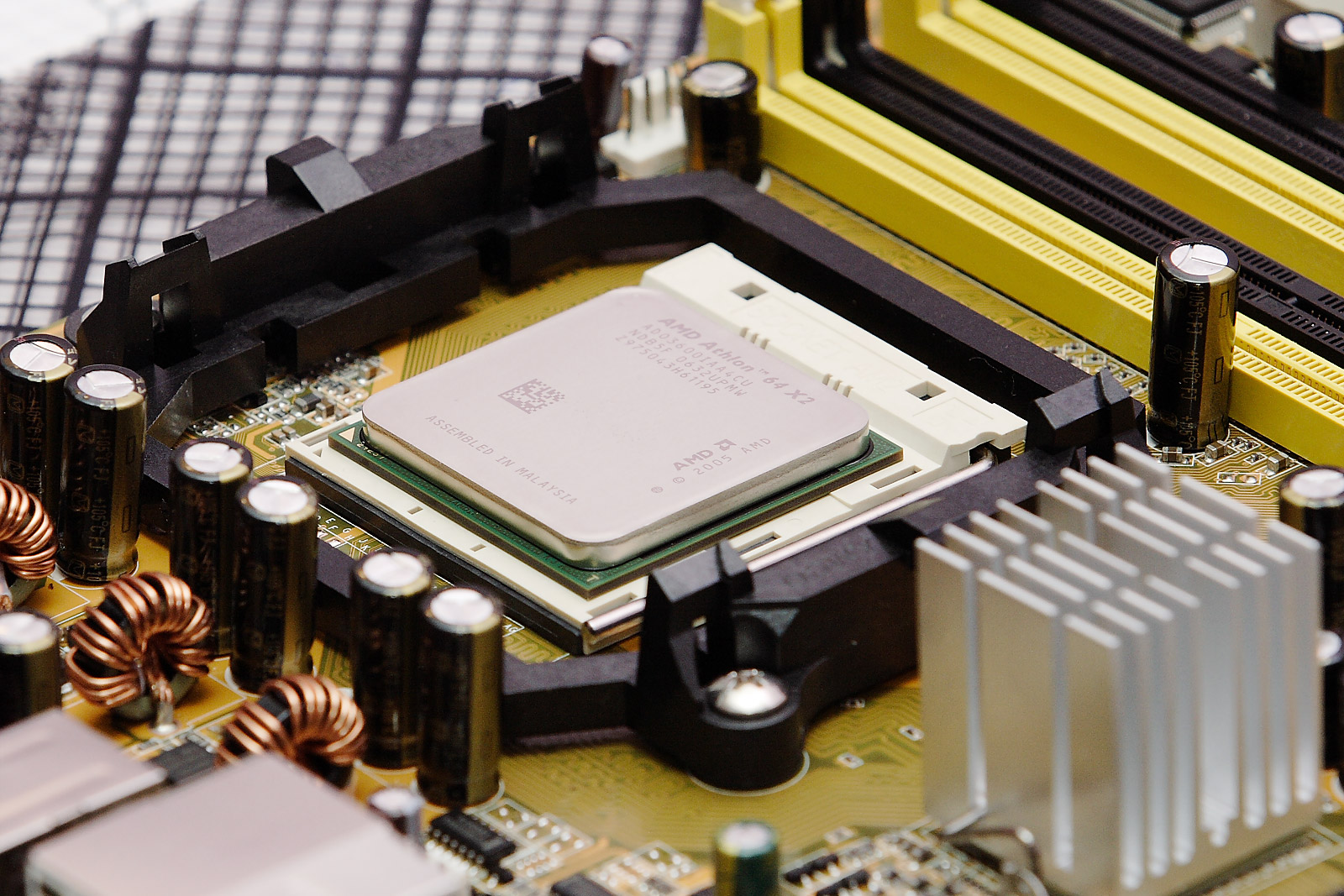
Microprocessador de 64 bits doble nucli, l'AMD Athlon 64 X2 3600.

La unitat central de processament és el component fonamental del computador, encarregat d'interpretar i executar instruccions i de processar dades.
En els computadors moderns, la funció de la CPU la realitza un o més microprocessadors. Es coneix com a microprocessador a una CPU que és manufacturat com un únic circuit integrat.
Un servidor de xarxa o una màquina de càlcul d'alt rendiment, pot tenir diversos, fins i tot milers de microprocessadors treballant simultàniament o en paral·lel (multiprocessador); en aquest cas, tot aquest conjunt conforma la CPU de la màquina.
Les unitats centrals de procés (CPU) en la forma d'un únic microprocessador no només estan presents en les computadores personals (PC), sinó també en altres tipus de dispositius que incorporen una certa capacitat de procés o "intel·ligència electrònica", com poden ser: controladors de processos industrials, televisors, automòbils, calculadors, avions, telèfons mòbils, electrodomèstics, joguines i molts més.

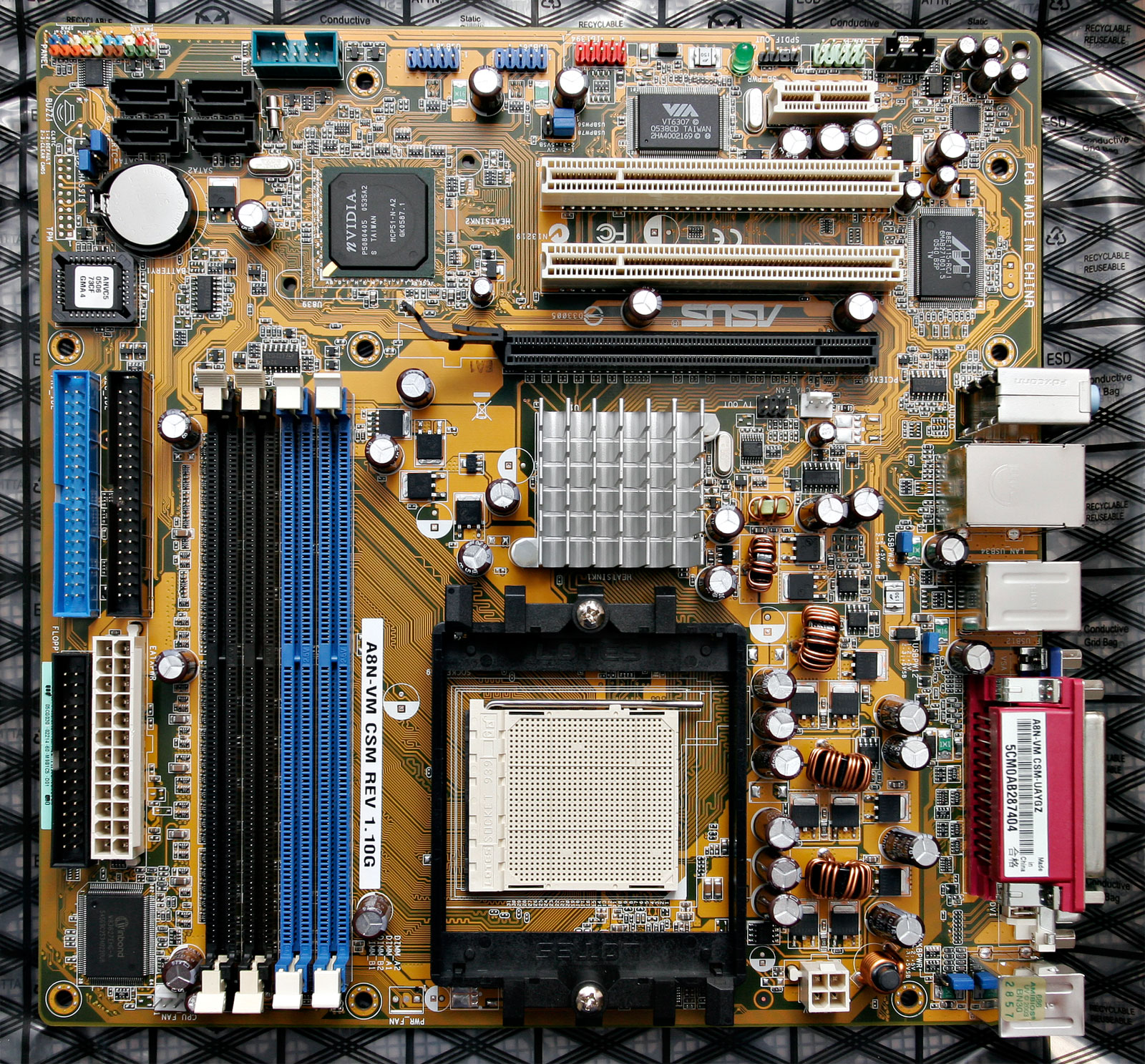
Placa base de format µATX.

El microprocessador es munta en l'anomenada placa mare, sobre l'un sòcol conegut com a sòcol de CPU, que permet, a més, les connexions elèctriques entre els circuits de la placa i el processador. Sobre el processador i ajustat a la targeta mare es fixa un dissipador de calor, que en general és d'alumini, en alguns casos de coure; aquest és indispensable en els microprocessadors que consumeixen bastant energia, la qual, en gran part, és emesa en forma de calor: en alguns casos poden consumir tanta energia com un llum incandescent (de 40 a 130 watts).
Addicionalment, sobre el dissipador s'acobla un ventilador, que està destinat a forçar la circulació d'aire per extreure més ràpidament la calor emesa pel dissipador. Complementàriament, per evitar danys per efectes tèrmics, també se solen instal·lar sensors de temperatura del microprocessador i sensors de revolucions del ventilador.
La gran majoria dels circuits electrònics i integrats que componen el maquinari del computador van muntats en la placa mare. La placa mare, també coneguda com a placa base o amb l'anglicisme motherboard, és un gran circuit imprès sobre el qual se solda el chipset, les ranures d'expansió (slots), els sòcols, connectors, diversos integrats, etc. És el suport fonamental que allotja i comunica a tots els altres components per mitjà de: processador, mòduls de memòria d'accés aleatori, targetes gràfiques, targetes d'expansió, perifèrics d'entrada i sortida. Per comunicar aquests components, la placa base posseeix una sèrie de busos amb els quals es transmeten les dades dins i fora del sistema.
La tendència d'integració ha fet que la placa base es converteixi en un element que inclou també la majoria de les funcions bàsiques (vídeo, àudio, xarxa o ports de diversos tipus), funcions que abans es realitzaven amb targetes d'expansió. Encara que això no exclou la capacitat d'instal·lar altres targetes addicionals específiques, tal com capturadores de vídeo, cartes o targetes d'adquisició de dades, etc.

### Memòria RAM

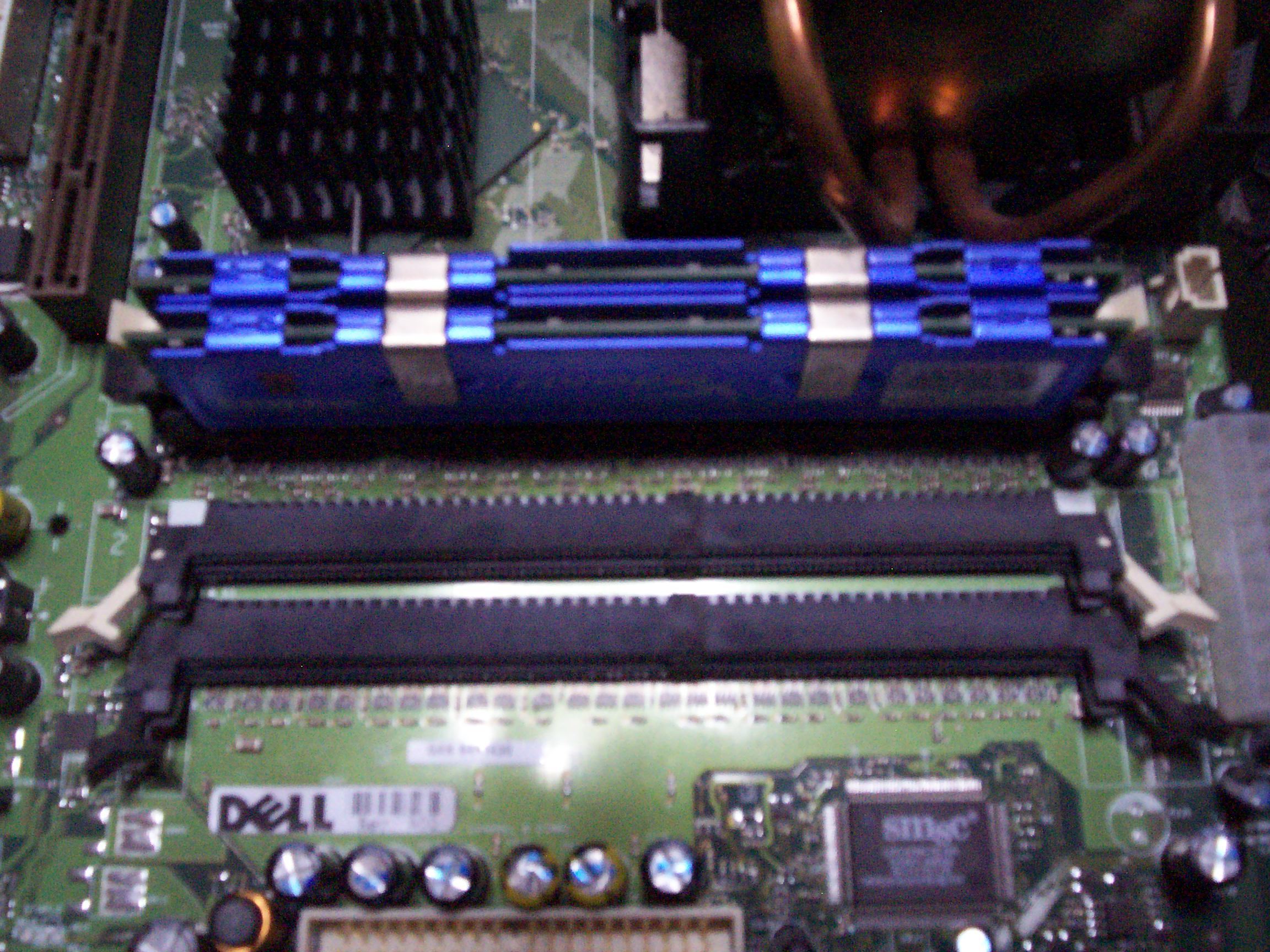
Moduls de memòria RAM instal·lats.

De l'anglès Random Access Memory, literalment significa memòria d'accés aleatori. El terme té relació amb la característica de presentar els mateixos temps d'accés a qualsevol de les seves posicions (sigui per a lectura o per a escriptura). Aquesta particularitat també es coneix com a accés directe.
La memòria d'accés aleatori (RAM) és la memòria utilitzada en un ordinador per a l'emmagatzematge transitori i de treball (no massiu). En la RAM s'emmagatzema temporalment la informació, dades i programes que la Unitat de Processament (CPU) llegeix, processa i executa. La memòria RAM és coneguda com a Memòria principal del maquinari, també com a central o de treball; a diferència de les anomenades memòries auxiliars i d'emmagatzematge massiu (com discos durs, cintes magnètiques o altres memòries).
Les memòries RAM són, comunament, volàtils, la qual cosa significa que perden ràpidament el seu contingut en interrompre la seva alimentació elèctrica.
Les més comunes i utilitzades com memòria central són dinàmiques (DRAM), això significa que tendeixen a perdre les seves dades emmagatzemades en breu temps (per descàrrega, encara estant amb alimentació elèctrica), per això necessiten un circuit electrònic específic que s'encarrega de proveir-li l'anomenat "refresc" (d'energia) per mantenir la seva informació.
La memòria d'accés aleatori d'un computador es proveeix de fàbrica i s'instal·la en el que es coneix com a mòduls. Ells alberguen diversos circuits integrats de memòria DRAM que, conjuntament, conformen tota la memòria principal.

#### Mòdul de memòria d'accés aleatori dinàmica
És la presentació més comuna en computadors moderns (computador personal, servidor). Són targetes de circuit imprès que tenen soldats circuits integrats de memòria en una o ambdues cares, a més d'altres elements, tals com a resistències i capacitors. Aquesta targeta posseeix una sèrie de contactes metàl·lics (amb un recobriment d'or) que permet fer la connexió elèctrica amb el bus de memòria del controlador de memòria en la placa base.
Els integrats són de tipus DRAM, memòria denominada dinàmica, en la qual les cel·les de memòria són molt simples (un transistor i un condensador), permetent la fabricació de memòries amb gran capacitat (alguns centenars de Megaoctets) a un cost relativament baix. Les posicions de memòria o cel·les, estan organitzades en matrius i emmagatzemen cadascuna un bit. Per accedir a elles s'han ideat diversos mètodes i protocols, cadascun millorat amb l'objectiu d'accedir a les cel·les requerides de la manera més ràpida possible.

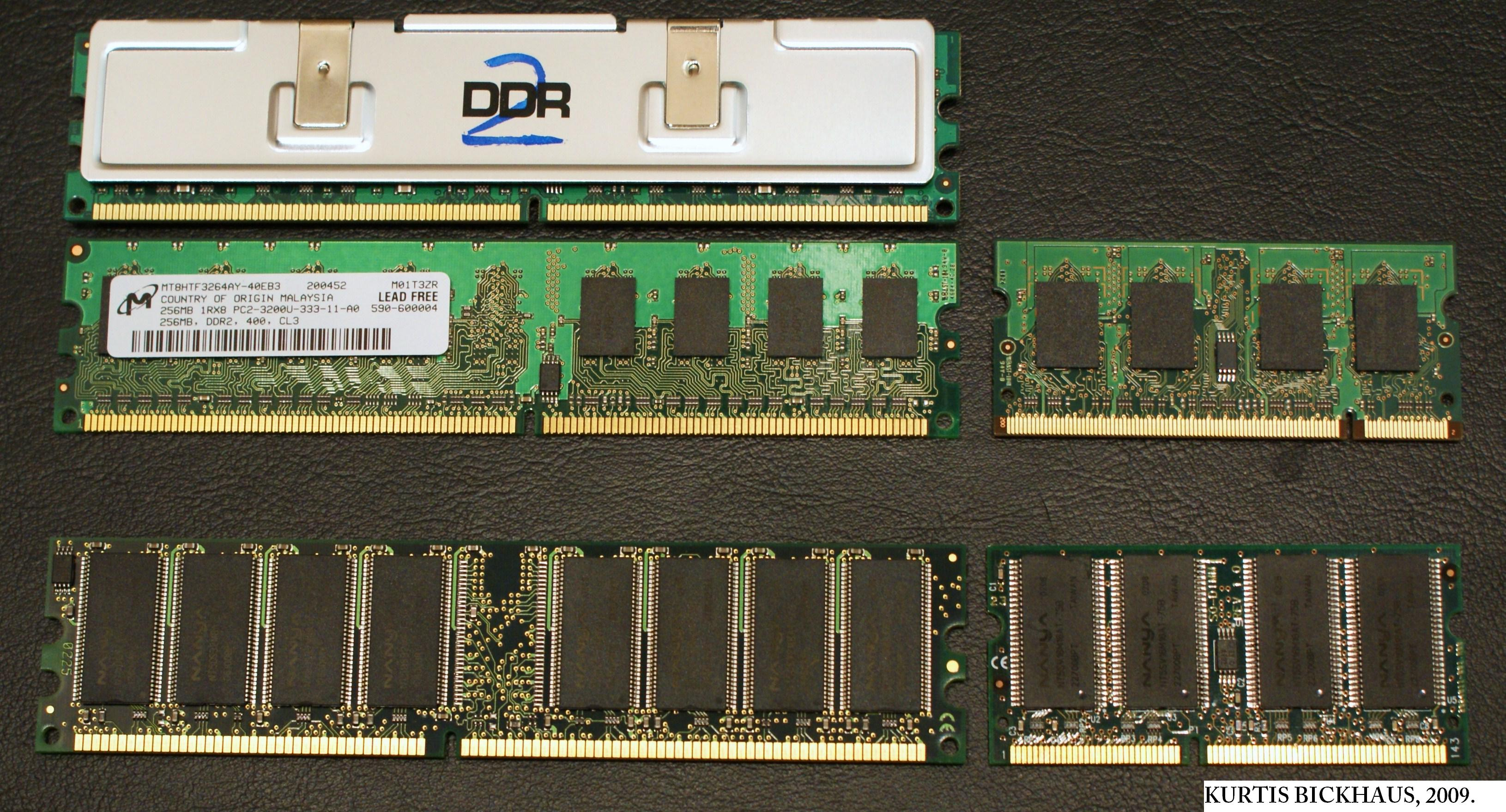
Memòries d'accés aleatori amb tecnologies usades en l'actualitat

Entre les tecnologies recents per a integrats de memòria DRAM usats en els mòduls RAM es troben:
- SDR SDRAM. Memòria amb un cicle senzill d'accés per cicle de rellotge. Actualment en desús, va ser popular en els equips basats en el Pentium III i els primers Pentium 4.
- DDR SDRAM. Memòria amb un cicle doble i accés anticipat a dues posicions de memòria consecutives. Va ser popular en equips basats en els processadors Pentium 4 i Athlon 64.
- DDR2 SDRAM. Memòria amb un cicle doble i accés anticipat a quatre posicions de memòria consecutives. És la memòria més usada actualment.
- DDR3 SDRAM. Memòria amb un cicle doble i accés anticipat a vuit posicions de memòria consecutives. És un tipus de memòria en auge, però pel seu cost només és utilitzada en equips de gamma alta.

Els estàndards JEDEC, estableixen les característiques elèctriques i les físiques dels mòduls, incloent-hi les dimensions del circuit imprès.
Els estàndards usats actualment són:
- DIMM. Amb presentacions de 168 pins (connectors) (usats amb SDR i altres tecnologies antigues), 184 pins (usats amb DDR i l'obsolet SIMM) i 240 (per a les tecnologies de memòria DDR2 i DDR3).
- SOTA-DIMM. Aquestes s'utilitzen per a computadores portàtils, és una miniaturització de la versió DIMM en cada tecnologia. Existeixen de 144 pins (usats amb SDR), 200 pins (usats amb DDR i DDR2) i 240 pins (per DDR3).

#### Memòries RAM especials
Hi ha memòries RAM amb característiques que les fan particulars, i que normalment no s'utilitzen com memòria central de la computadora; entre elles es pot esmentar:
- SRAM: sigles de Static Random Access Memory. És un tipus de memòria més ràpida que la DRAM (Dynamic RAM). El terme "estàtica" es deriva del fet que no necessita el refresc de les seves dades. Encara que la RAM estàtica no necessita circuit de refresc, però ocupa més espai i utilitza més energia que la DRAM. Aquest tipus de memòria, a causa de la seva alta velocitat, és usada com a Memòria cache.
- NVRAM: sigles de Senar-Volatile Random Access Memory. Memòria RAM no volàtil (manté la informació en absència d'alimentació elèctrica). Avui dia, la majoria de memòries NVRAM són memòries flash, molt emprades per a telèfons mòbils i reproductors portàtils de MP3.
- VRAM: sigles de Video Random Access Memory. És un tipus de memòria RAM que es fa servir en les targetes gràfiques del computador. La característica particular d'aquesta classe de memòria és que és accessible de forma simultània per dos dispositius. Així, és possible que la CPU gravi informació en ella, al mateix temps que es llegeixen les dades que seran visualitzades en el monitor de computadora.

De les anteriors al seu torn hi ha altres subtipus.

### Perifèrics
S'entén per perifèric les unitats o dispositius que permeten a la computadora comunicar-se amb l'exterior, això és, tant ingressar com exterioritzar informació i dades. Els perifèrics són els que permeten efectuar les operacions conegudes com d'entrada/sortida (I/O en anglès).
Encara que són estrictament considerats (accessoris) o no essencials, molts d'ells són fonamentals per al funcionament adequat de la computadora moderna. Per exemple, el teclat, el disc dur i el monitor són elements actualment imprescindibles, però no ho són un escàner o un traçador. Per il·lustrar aquest punt: en els anys vuitanta, moltes de les primeres computadores personals no utilitzaven disc dur ni ratolí, tenien només una o dues disqueteres, el teclat i el monitor com a únics perifèrics.
Cal afegir que aquests perifèrics són molt rellevants en la utilització de les tecnologies per a persones amb necessitats educatives especials, ja que aquestes eines ajuden que l'usuari pugui utilitzar l'ordinador de manera autònoma, i també, en el cas de la tecnologia educativa, que l'alumne es pugui educar utilitzant aquests recursos.

#### Perifèrics d'entrada (I)

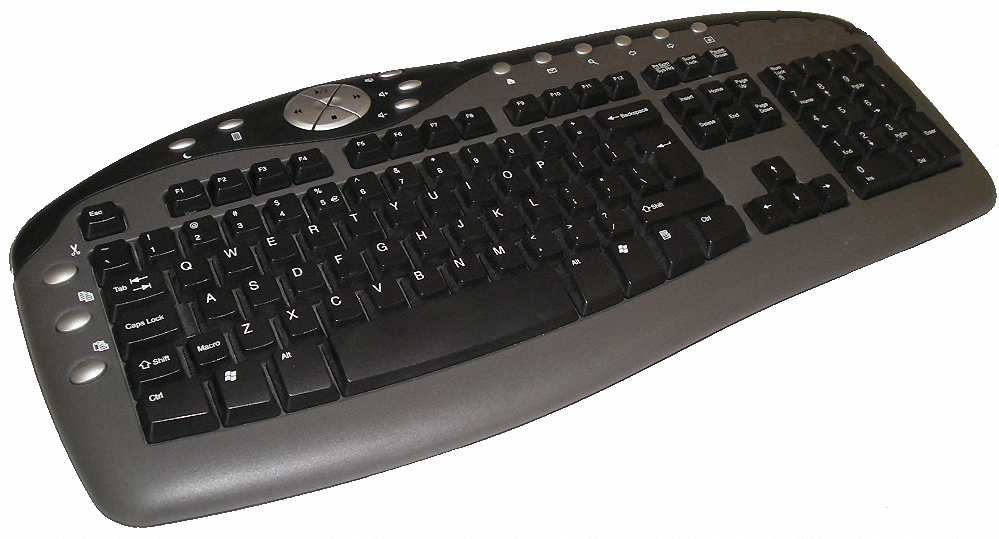
Teclat per a PC sense fil.

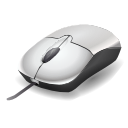
Ratolí (mouse) comú amb fils.

D'aquesta categoria són aquells que permeten l'ingrés d'informació, en general des d'alguna font externa o per part de l'usuari. Els dispositius d'entrada proveeixen el mitjà fonamental per transferir cap a la computadora (més pròpiament al processador), informació des d'alguna font, sigui local o remota. També permeten complir l'essencial tasca de llegir i carregar en memòria el sistema operatiu i les aplicacions o programes informàtics, els que al seu torn posen operativa la computadora i fan possible realitzar les més diverses tasques.
Entre els perifèrics d'entrada es pot esmentar: teclat, mouse o ratolí, escàner, micròfon, càmera web, lectors òptics de codi de barres, Palanca de control (joystick), lectora de CD o DVD (només lectores), plaques d'adquisició/conversió de dades, etc. I, d'acord amb les eines per a persones amb necessitats especials, concretament els cecs, el teclat braille.
Poden considerar-se com a imprescindibles per al funcionament el teclat, mouse i algun tipus de lector de discos, ja que tan sols amb ells el maquinari pot ser operatiu per a un usuari. Els altres resulten força optatius, encara que en l'actualitat poden resultar de tanta necessitat que són considerats part essencial de tot el sistema.

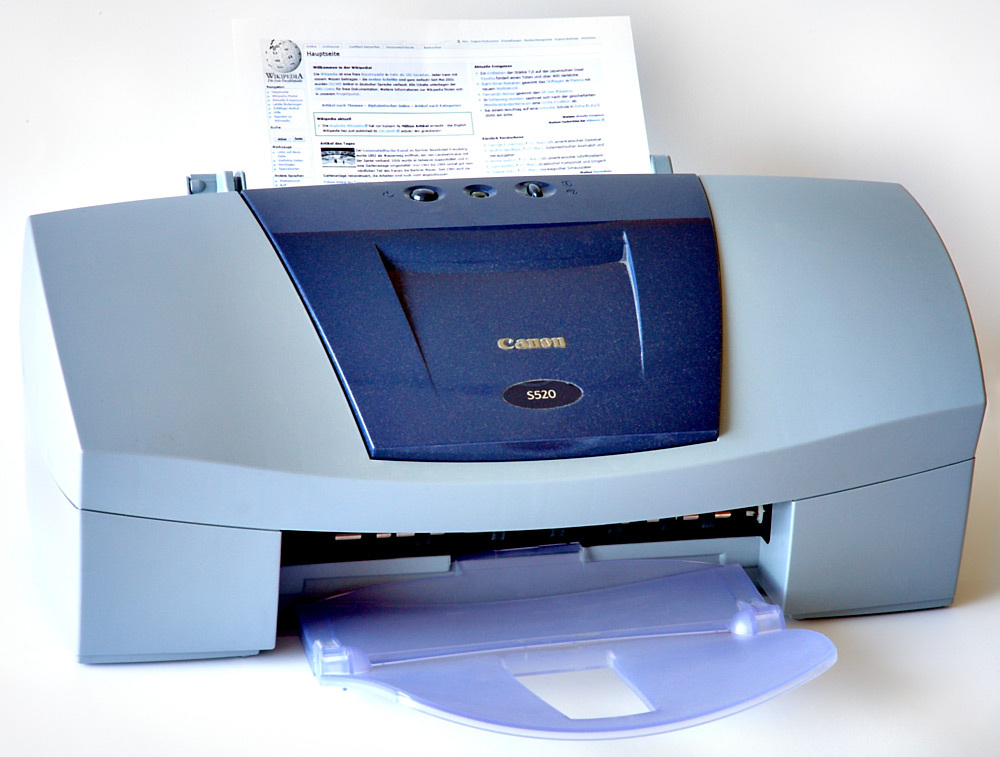
Impressora d'injecció de tinta.

#### Perifèrics de sortida (O)
Són aquells que permeten emetre o donar sortida a la informació resultant de les operacions realitzades per la CPU (processament). Els dispositius de sortida aporten el mitjà fonamental per exterioritzar i comunicar la informació i dades processades, sigui a l'usuari o bé a una altra font externa, local o remota.
Els dispositius més comuns d'aquest grup són els monitors clàssics (no de pantalla tàctil), les impressores, i els altaveus.
Entre els perifèrics de sortida pot considerar-se com a imprescindible per al funcionament del sistema el monitor. Uns altres elements, encara que accessoris, són summament necessaris per a un usuari que operi un computador modern.

#### Perifèrics mixts (I/O)

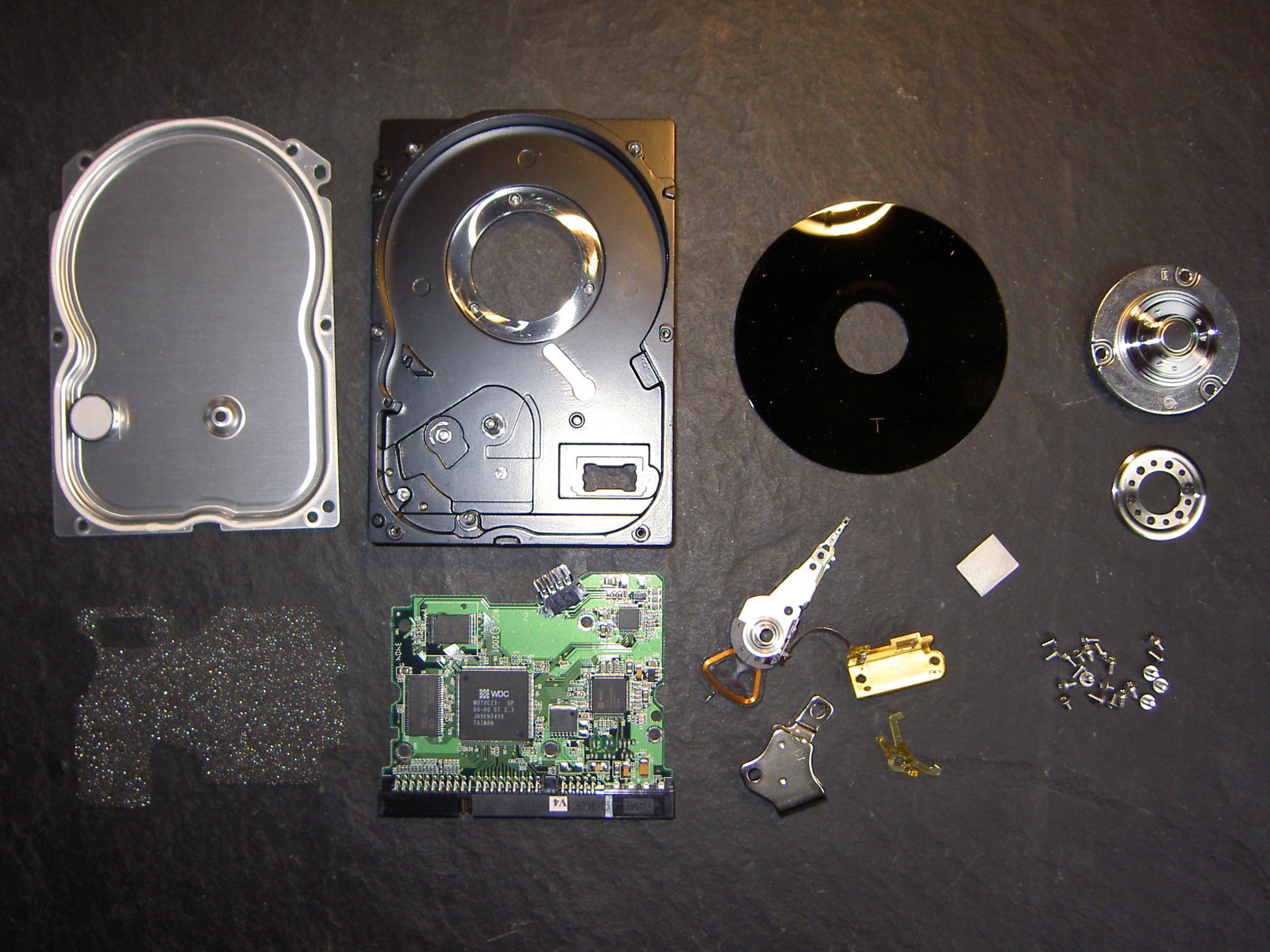
Peces d'un Disc rígid.

Són aquells dispositius que poden operar d'ambdues formes, tant d'entrada com de sortida. Típicament, es pot esmentar com a perifèrics mixts o d'entrada/sortida a: discos rígids, disquets, unitats de cinta magnètica, lecto-gravadores de CD/DVD, discos ZIP, etc.
També entren en aquest rang, amb subtil diferència, altres unitats, tals com: memòria flash, targetes de xarxa, mòdems, plaques de captura/sortida de vídeo, etc.
Si bé es pot classificar el pendrive (llapis de memòria), memòria flash o memòria USB en la categoria de memòries, normalment se'ls utilitza com a dispositiu d'emmagatzematge de dades, sent tots de categoria entrada/sortida.
Els dispositius d'emmagatzematge massiu també són coneguts com a memòries secundàries o auxiliars. Entre ells, sens dubte, el disc dur ocupa un lloc especial, ja que és el de major importància en l'actualitat, en ell s'allotja el sistema operatiu, totes les aplicacions, utilitaris, etc. que utilitza l'usuari, a més de tenir la suficient capacitat per albergar informació i dades en grans volums per temps pràcticament indefinit. Els servidors web, de correu electrònic i de xarxes amb bases de dades, utilitzen discos rígids de grans capacitats i amb una tecnologia que els permet treballar a altes velocitats.
La pantalla tàctil (no el monitor clàssic) és un dispositiu que es considera mixt, ja que a més de mostrar informació i dades (sortida) pot actuar com un dispositiu d'entrada, reemplaçant, per exemple, a algunes funcions del ratolí i/o del teclat.

### Maquinari gràfic

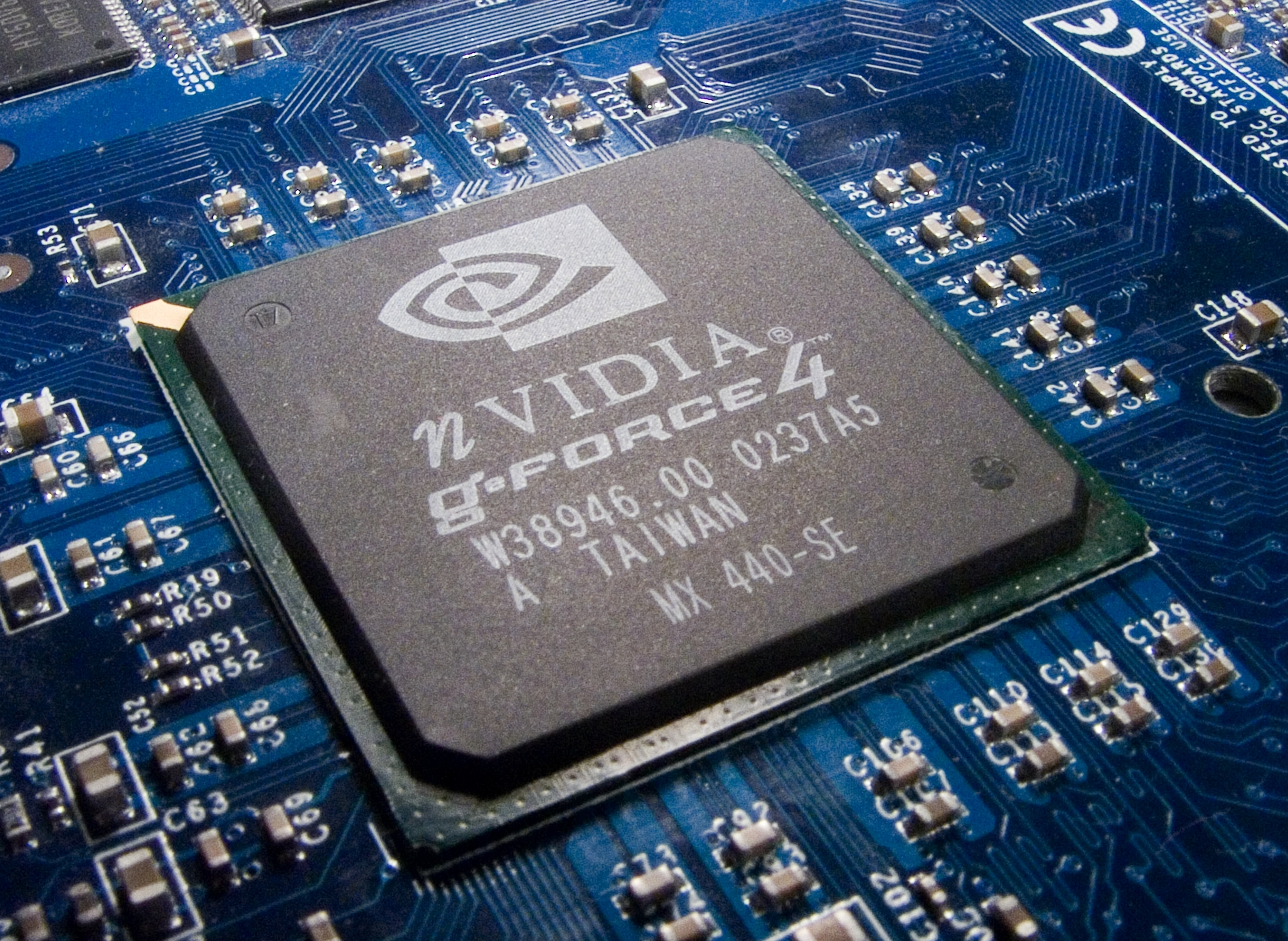
GPU de Nvidia GeForce.

El maquinari gràfic ho constitueixen bàsicament les targetes de vídeo. Actualment, posseeixen la seva pròpia memòria i unitat de processament, aquesta última anomenada unitat de processament gràfic (o GPU, sigles en anglès de Graphics Processing Unit). L'objectiu bàsic de la GPU és realitzar exclusivament processament gràfic, alliberant el processador principal (CPU) d'aquesta costosa tasca (en temps) perquè pugui, així, efectuar altres funcions més eficientment. Abans d'aquestes targetes de vídeo amb acceleradors, era el processador principal l'encarregat de construir la imatge mentre la secció de vídeo (sigui targeta o de la placa base) era simplement un traductor dels senyals binaris als senyals requerits pel monitor, i bona part de la memòria principal (RAM) de la computadora també era utilitzada per a aquestes finalitats.
Actualment, s'estan començant a utilitzar les targetes gràfiques amb propòsits no exclusivament gràfics, ja que en potència de càlcul la GPU és superior, més ràpida i eficient que el processador per a operacions amb coma flotant. Per això s'està investigant per aprofitar-la per a propòsits generals, el concepte, relativament recent, GPGPU (General- Purpose Computing on Graphics Processing Units).
La Llei de Moore estableix que cada 18 a 24 mesos la quantitat de transistors que pot contenir un circuit integrat s'aconsegueix duplicar; en el cas dels GPU aquesta tendència és bastant més notable, duplicant o encara més de l'indicat en la llei de Moore.
Des de la dècada de 1990, l'evolució en el processament gràfic ha tingut un creixement vertiginós. Les actuals animacions per computadores i videojocs eren impensables vint anys enrere.